# خطوط كانتس الجوية الرحلة 1737
كانتاس الرحلة 1737 هي طائرة بوينغ 717-200BL كانت تحمل علي متنها 47 راكبا و6 من أفراد الطاقم في 29 مايو 2003 وكانت الطائرة متجهة من ملبورن إلي لاونسستون وعندما كانت الطائرة تحلق فوق مضيق باس اختطفت الطائرة وكان الأهاربيون يطالبون بالطيار الأسترالي بالذهاب إلي سيدني ولكن قرر الطيار الأسترالي الصراع مع الأهاربيين ولم يستطع تغيير مسار طائرة بوينغ 717 وقرر الهبوط في مطار ملبورن الدولي ولحسن حظهم دخلت وحدات من الولايات المتحدة وأستراليا للمساعدة وقد أنقذ جميع الركاب والطاقم البالغ عددهم 53 شخصا.